# Grass Lake (Michigan)
Grass Lake – wieś w Stanach Zjednoczonych, w stanie Michigan, w hrabstwie Jackson.